# Die Liebe zu den drei Orangen
Die Liebe zu den drei Orangen (französischer Originaltitel: L’amour des trois oranges, russisch: Любовь к трём апельсинам, Ljubow k trjom apelsinam) ist eine Oper von Sergei Prokofjew in vier Akten (zehn Bildern) und einem Vorspiel. Das Libretto aus der Feder des Komponisten ist eine Bearbeitung des gleichnamigen Divertissements von Wsewolod Meyerhold und Wladimir Solowjow, das seinerseits auf Konstantin Wogaks russischer Übersetzung von Carlo Gozzis Canovaccio zu der Stegreifkomödie L’amore delle tre melarance basiert. Gozzi wiederum greift das Märchen Le tre cetra (= I tre cedri) aus der neapolitanischen Märchensammlung Lo cunto de li cunti von Giambattista Basile auf. Für die Uraufführung am 30. Dezember 1921 im Auditorium Theatre in Chicago erstellte der Komponist zusammen mit Véra Janacopulos eine französische Fassung. Es existiert eine deutsche Fassung von Jürgen Beythien und Eberhard Sprink sowie eine zweite von Werner Hintze.

## Handlung

### Prolog
Vor dem Vorhang erscheinen die Tragischen, die Komischen, die Lyrischen und die Hohlköpfe, wobei jede einzelne Gruppe durchzusetzen versucht, dass das ihnen gemäße Stück aufgeführt werde. Die Tragischen wünschen eine Tragödie, die Komischen eine Komödie, die Lyrischen eine Liebesgeschichte und die Hohlköpfe ein leichtes Unterhaltungsstück. Da greifen die Lächerlichen ein. Sie künden das Stück Die Liebe zu den drei Orangen an und versprechen, dass sie und auch die anderen Gruppen nicht immer tatenlos zusehen werden.
Der Herold führt in die Geschichte ein und kündigt an, dass der König über seinen kranken Sohn betrübt ist.

### Erster und zweiter Akt
König Treff ist besorgt: sein einziger Sohn, der Erbprinz, leidet an unheilbaren hypochondrischen Depressionen. Sollte der Prinz nicht geheilt werden, sieht der König als einzige und ungewollte Alternative, dass seine Nichte Clarisse den Thron erbt.
Als Heilmittel gegen die Krankheit des Prinzen gibt es nur eins: Lachen. Der König gibt dem Spaßmacher Truffaldino den Auftrag, Feste mit Maskeraden und lustigen Schwänken zu arrangieren, die den Prinzen zum Lachen bringen könnten.
In einer Zwischenepisode spielen Fata Morgana und Tschelio vom Chor kommentiert Karten. Fata Morgana spielt für das Wohl Leanders, der den Tod des Prinzen wünscht; Tschelio spielt für das Wohl des Prinzen.
Tschelio verliert dreimal und somit ist das Spiel für Leander entschieden. Leander und Clarisse beschließen, gemeinsam den Thron zu erobern. Sie werde ihn heiraten, wenn er ihr bei dem Vorhaben hilft, den Prinzen auszuschalten. Clarisse möchte kurzen Prozess machen und den Prinzen schnellstmöglich umbringen. Leander hingegen möchte vorsichtig vorgehen und den Prinzen lieber mit ungenießbarer Prosa und düsteren Gedichten vergiften, die er ihm in die Nahrung mischt. Leander entdeckt die sich versteckende Smeraldina. Er fühlt sich bespitzelt und will sie direkt dem Henker übergeben. Smeraldina allerdings erklärt, dass sie von Fata Morgana geschickt wurde, und diese auf der Seite von Leander und Clarisse steht. Truffaldino und der Magier Tschelio hingegen stünden auf der Seite des Königs. Beim geplanten Fest werde sich Fata Morgana einschleichen und so den Prinzen durch ihre bloße Gegenwart vom Lachen abhalten. Bei dem Maskenfest versucht Truffaldino vergeblich, den Prinzen zu erheitern. Es erscheint die Zauberin Fata Morgana, der Truffaldino entgegentritt und mit der er in ein Handgemenge gerät. Die Zauberin fällt schließlich auf den Rücken, die Beine hoch in die Luft gestreckt. Hierüber muss der Prinz lachen, bis er völlig erschöpft ist, die Hofgesellschaft jubelt. Daraufhin erhebt sich die von kleinen Teufeln umgebene Fata Morgana und verflucht den Prinzen, auf der Stelle in drei Orangen verliebt zu sein und keine Ruhe finden zu können, bis er sie besitze. Nach dem Verschwinden der Zauberin wird der Fluch sogleich wirksam, und eine unstillbare Sehnsucht nach den drei Orangen ergreift den Prinzen.
Dieser lehnt sich gegen seinen Vater auf, der nicht möchte, dass der Prinz auf die Suche nach den Orangen geht. Schließlich akzeptiert der König allerdings den Wunsch seines Sohns und lässt ihn mit Truffaldino ziehen, da er befürchtet, der Sohn könne sonst wieder in seine Traurigkeit zurückfallen.
Farfarello, ein Teufel, erscheint und pustet die beiden sogleich in Richtung Kreontas Palast.

### Dritter Akt
Der Magier Tschelio beschwört mit großen Gesten in einer langen Szene den Teufel Farfarello herauf. Dieser erscheint schließlich und erklärt Tschelio auf Nachfrage, dass er Truffaldino und den Prinzen in Richtung Kreontas Palast gepustet habe, aber zwischendurch keine Lust mehr hatte und sie hat fallen lassen.
Tschelio verbietet Farfarello, die beiden zu Kreonta zu pusten, was diesen jedoch nicht kümmert. Mit dem Verweis auf das verlorene Kartenspiel verhöhnt er Tschelio und verschwindet.
Tschelio trifft auf den Prinzen und Truffaldino. Er erklärt den beiden, dass die Orangen in der Küche von Kreontas Palast lagern. Diese würden dort von der furchtbaren Köchin bewacht. Der Prinz lässt sich davon nicht abhalten, doch Truffaldino hört Tschelio zu und bekommt von diesem ein Band geschenkt, das vielleicht die Köchin ablenken könnte.
Farfarello erscheint erneut und bläst die beiden Abenteurer mit seinem Blasebalg zu Kreontas Palast. Dort angekommen, ziehen sie in die Küche und werden dort prompt von der fürchterlichen Köchin erwischt, die jeden Fremdling mit einem riesigen Suppenlöffel zu erschlagen pflegt.
Truffaldino zieht die Aufmerksamkeit der Köchin auf sich, während der Prinz die drei Orangen aus der Küche stiehlt.
Zugute kommt Truffaldino hier das Band, das er von Tschelio geschenkt bekommen hat, denn die Köchin ist davon ganz entzückt.
Bei einer Übernachtung auf dem Heimweg bekommt Truffaldino Durst und öffnet mit seinem Schwert die erste der auf Menschengröße angewachsenen Orangen, aus ihr springt Prinzessin Linetta. Sie fleht Truffaldino an, ihr sofort zu trinken zu geben, sonst müsse sie verdursten. Truffaldino öffnet daraufhin die zweite Orange, aus ihr hüpft die Prinzessin Nicoletta, die ebenfalls um einen Trunk bittet. Da Truffaldino in der wüsten, dürren Gegend nicht helfen kann, verdursten die beiden Mädchen. Bevor der Prinz erwacht, ergreift Truffaldino die Flucht. Als der Prinz aufwacht, entdeckt er zunächst die beiden Leichen der Prinzessinnen. Aus dem Nichts erscheinen Soldaten, die er anweist, die Leichen mitzunehmen und zu bestatten.
Danach freut er sich darüber, nun mit der verbliebenen Orange allein zu sein, und öffnet diese. Prinzessin Ninetta erscheint, in die sich der Prinz sofort verliebt.
Auch sie fleht den Prinzen an, ihr etwas zu trinken zu geben. Da mitten in der Wüste kein Wasser zu finden ist, verzweifelt der Prinz. Doch kurz bevor Ninetta verdurstet, greift der Chor ein und beschließt, dass die Oper so ja nicht weitergehen könne. Er organisiert einen Eimer mit Wasser und reicht ihn Ninetta, die daraufhin wieder zu Kräften kommt.
Bevor das glückliche Paar zum Schloss des Vaters aufbricht, bittet Prinzessin Ninetta den Prinzen, ihr angemessene Kleidung zu besorgen. Als der Prinz daraufhin fort ist, greift Fata Morgana erneut ein und verwandelt die Prinzessin in eine Ratte.
Als der Prinz mit dem König und dessen Hofgesellschaft erscheint, harrt nun dort Smeraldina anstatt Ninetta der Rückkehr des Prinzen. Dieser erkennt den Betrug, muss sich jedoch dem Vater beugen und verspricht Smeraldina, die sich als Ninetta ausgibt, sie zur Frau zu nehmen.

### Vierter Akt
Tschelio und Fata Morgana treffen ein letztes Mal aufeinander. Sie beschimpfen sich aufs Wildeste und Fata Morgana droht wieder einmal die Oberhand zu erhalten. Hier greift wieder der Chor ein und ihm gelingt es, Fata Morgana in einen Turm zu sperren.
Daraufhin betritt die Hofgesellschaft den Thronsaal. Auf dem Sessel der Prinzessin sitzt eine Ratte. Der König ruft die Wachen und befiehlt, auf die Ratte zu schießen. Der Magier Tschelio erscheint und zaubert zum ersten Mal nicht vergebens. Er befiehlt der Ratte, sich in die Prinzessin zu verwandeln. Zufrieden verschwindet er in Dampf und Nebel.
Der Prinz stürzt in Ninettas Arme.
Der König erkennt das Spiel und will Smeraldina sofort hängen lassen, ebenso wie Leander und Clarisse, die er als die Drahtzieher entlarvt. Trotz der Bitten des Chors bleibt er hart und lässt sich nicht erweichen, Gnade walten zu lassen.
Die fliehen daraufhin und werden von der Hofgesellschaft verfolgt.
Fata Morgana, die aus dem Turm entweichen konnte, entflieht mit den dreien in einem sich plötzlich auftuenden Loch in der Tiefe.
Die Hofgesellschaft beendet die Oper mit einem Hoch auf den König, den Prinzen und die Prinzessin.

## Entstehung
Sergei Prokofjew ging im Jahr 1918 in die USA, wo er im darauffolgenden Jahr von der Chicago Opera Company den Opernauftrag erhielt. Die Uraufführung erfolgte dort am 30. Dezember 1921 in einer vom Komponisten und Véra Janocopulos erstellten französischen Übertragung. Die deutsche Uraufführung fand 1925 am Kölner Opernhaus statt, u. a. mit Elsa Oehme-Förster.

## Gestaltung

### Musik
Die Oper gehört der Auslands-Schaffensperiode Prokofjews an, mit einem von impressionistischen Zügen untermischten farbigen Stil, bei dem neben tonmalerischen Elementen vor allem Witz und Ironie eine hervorstechende Rolle spielen. Die phantastisch irrationale Welt des Märchens mit seiner teils feinen, teils bizarr-grotesken Komik setzt Prokofjew mit unerschöpflichem Erfindungsreichtum und imponierendem technischen Können ins Klangliche. Dabei werden die musikalischen Farbenwirkungen hauptsächlich durch eine differenzierte Instrumentation erzielt. Es herrscht ein vom Orchester subtil untermalter dramatischer Deklamationsstil vor, wobei die einzelnen Szenen nicht nur musikalisch auf eine gewisse Grundfarbe abgestimmt sind, sondern auch in formaler Hinsicht jeweils eine der dichterischen Vorlage entsprechende geschlossene Struktur aufweisen. Einzelne Themen, wie z. B. das Thema der drei Orangen oder der Königsmarsch, werden als Leitmotiv behandelt.
Das berühmteste Bestandteil der Partitur ist der Marsch aus dem zweiten Akt. Prokofjew zitiert ihn in seinem Ballett Aschenputtel, als Aschenputtel als unbekannte Prinzessin auf dem Ball seinen Schwestern zur Erfrischung Orangen überreicht. Er inspirierte John Williams zum „Marsch der Ewoks“ aus der Filmmusik zu Die Rückkehr der Jedi-Ritter.

### Orchester
Die Orchesterbesetzung der Oper umfasst die folgenden Instrumente:
- Holzbläser: Piccoloflöte, zwei Flöten, zwei Oboen, Englischhorn, zwei Klarinetten, Bassklarinette, zwei Fagotte, Kontrafagott
- Blechbläser: sechs Hörner, drei Trompeten, drei Posaunen, Basstuba
- Pauken, Schlagzeug: große Trommel, Becken, kleine Trommel, Tamtam, Röhrenglocken, Triangel, Xylophon
- zwei Harfen
- Streicher
- Bühnenmusik auf der Szene: Bassposaune
- Bühnenmusik hinter der Szene: drei Trompeten, zwei Posaunen, Schlagzeug (Becken, Triangel, kleine Trommel), Harfe